# Aluno-oficial

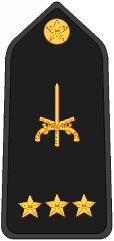
Platina de aluno-oficial da Polícia Militar do Rio de Janeiro

Aluno-oficial é a graduação nas polícias e corpos de bombeiros militares estaduais brasileiros, ocupados por aqueles alunos que estão realizando o Curso de Formação de Oficiais (CFO) em suas academias militares. Em alguns estados da federação, a nomenclatura utilizada para os mesmos é cadete.
Aqueles que estão nesta condição se enquadram no círculo das praças-especiais, assim como o aspirante a oficial, e são, dentro da escala hierarquia militar brasileira, superiores aos subtenentes e subalternos dos aspirantes.
A grade curricular varia um estado para outro respeitando determinações do Ministério da Educação e dos respectivas órgãos de direção de ensino das corporações, sendo focada, normalmente, em matérias relacionadas à segurança pública, ao direito, à administração pública, sociologia, psicologia, comunicação social, bem como àquelas relacionadas ao mundo militar, tendo o CFO duração, em alguns estados, de três anos e em outros de quatro anos, havendo casos, ainda, de polícias militares cujo ingresso no oficialato se dá somente para pessoas que já sejam bacharéis em direito. Nesta situação, o CFO costuma ser de dois anos apenas.
Ao término do curso, recebem a carta-patente, e em determinadas corporações, o título de Bacharel em Segurança Pública ou Bacharel em Ciências Policiais e de Ordem Pública.